# Ano Hi no Yakusoku
Ano Hi no Yakusoku est le premier single de le chanteuse de pop japonaise, Sayuri Sugawara. Il est sorti le 30 septembre 2009 et se compose de cinq pistes.

## Pistes
| No | Titre                                            | Durée |
| -- | ------------------------------------------------ | ----- |
| 1. | Ano Hi no Yakusoku (あの日の約束)                | 5:05  |
| 2. | Arigatou (ありがとう)                            | 4:22  |
| 3. | Ano Hi no Yakusoku (あの日の約束) (Instrumental) | 5:04  |
| 4. | Arigatou (ありがとう) (Instrumental)             | 4:21  |
| 5. | Kimi ni Okuru Uta (キミに贈る歌) (Instrumental)  | 4:26  |